# Corrado Balducci
Pour les articles homonymes, voir Balducci.
 (février 2024).
Corrado Balducci, né le 11 mai 1923 à Sarsina et mort le 20 septembre 2008 à Rome,  est un théologien catholique de la curie romaine, exorciste de l'archidiocèse de Rome et un prélat de la congrégation pour l'évangélisation des peuples et de la Société pour la propagation de la foi.

## Biographie
Corraldo Balducci est diplômé de l'académie pontificale ecclésiastique en 1954.
Corraldo Balducci est exorciste pour l'archidiocèse de Rome[Quand ?], aidant les personnes qui se croyaient possédées par le diable.
Il apparait souvent à la télévision italienne pour parler de satanisme, de religion et d'extraterrestres. Il croit en l'existence de la vie extraterrestre et affirme que le Saint-Siège étudie la présence de ces êtres.
Il est l'auteur de plusieurs livres sur le rock, dénonçant son pouvoir satanique, sur les possessions diaboliques et les extraterrestres,.
Il meurt le 20 septembre 2008 à Rome.